# Metsimaholo
Metsimaholo es un municipio local sudafricano situado en el distrito de Fezile Dabi, en la provincia de Estado Libre.

## Superficie
Metsimaholo tiene una superficie de 1717 km².

## Demografía
En 2022, tenía 158 391 habitantes, una densidad poblacional de 92,24 hab./km², y 49 060 viviendas.